# Mosta Football Club
Maillots
Actualités
Le Mosta Football Club est un club maltais de football basé à Mosta, fondé en 1935.

## Historique
- 1935 : fondation du club

## Bilan sportif

### Palmarès
- Championnat de Malte de D2 (1)
  - Champion : 1987
  - Vice-champion : 2002, 2005

- Championnat de Malte de D3 (2)
  - Champion : 1985, 1993

- Championnat de Malte de D4 (1)
  - Champion : 1965

### Bilan européen
Note : dans les résultats ci-dessous, le score du club est toujours donné en premier.
| Saison    | Compétition             | Tour           | Club           | Domicile | Extérieur | Total |
| --------- | ----------------------- | -------------- | -------------- | -------- | --------- | ----- |
| 2021-2022 | Ligue Europa Conférence | Premier tour Q | Spartak Trnava | 3 - 2    | 0 - 2     | 3 - 4 |

Légende
- Victoire ou qualification pour le tour suivant
- Match nul
- Défaite ou élimination de la compétition